# چژف روش-ویش
چژف روش-ویش (به لهستانی:  Czyżew Ruś-Wieś) یک روستا در لهستان است که در گمینا چژو واقع شده‌است.